# Toxicocalamus grandis
Toxicocalamus grandis är en ormart som beskrevs av Boulenger 1914. Toxicocalamus grandis ingår i släktet Toxicocalamus och familjen giftsnokar och underfamiljen havsormar. Inga underarter finns listade i Catalogue of Life.
Arten förekommer på västra Nya Guinea i Indonesien. Honor lägger ägg.